# واوژینتس هرادیلک
واوژینتس هرادیلک (چکی: Vavřinec Hradilek؛ زادهٔ ۱۰ مارس ۱۹۸۷) قایقران کانو اهل جمهوری چک است.
وی در مسابقات کشوری و بین‌المللی در مجموع برندهٔ ۹ مدال طلا، ۸ مدال نقره، ۶ مدال برنز شده‌است.